# Grand Prix Abu Zabi 2023
Grand Prix Abu Zabi 2023, oficjalnie Formula 1 Etihad Airways Abu Dhabi Grand Prix 2023 – formalnie dwudziesta trzecia i ostatnia runda Mistrzostw Świata Formuły 1 w sezonie 2023. Weekend Grand Prix odbył się w dniach 24–26 listopada 2023 na torze Yas Marina Circuit na wyspie Yas w Abu Zabi. Wyścig, po starcie z pole position wygrał Max Verstappen (Red Bull Racing), a na podium kolejno stanęli Charles Leclerc (Ferrari) oraz George Russell (Mercedes).

## Lista startowa
Na niebieskim tle kierowcy biorący udział jedynie w piątkowych treningach.
| Nr          | Kierowca         | Zespół                                | Samochód                          | Silnik              | Opony |
| ----------- | ---------------- | ------------------------------------- | --------------------------------- | ------------------- | ----- |
| 1           | Max Verstappen   | Oracle Red Bull Racing                | Red Bull RB19                     | Honda RBPTH001      | P     |
| 2           | Logan Sargeant   | Williams Racing                       | Williams FW45                     | Mercedes-AMG F1 M14 | P     |
| 3           | Daniel Ricciardo | Scuderia AlphaTauri                   | AlphaTauri AT04                   | Honda RBPTH001      | P     |
| 4           | Lando Norris     | McLaren F1 Team                       | McLaren MCL60                     | Mercedes-AMG F1 M14 | P     |
| 10          | Pierre Gasly     | BWT Alpine F1 Team                    | Alpine A523                       | Renault E-Tech RE23 | P     |
| 11          | Sergio Pérez     | Oracle Red Bull Racing                | Red Bull RB19                     | Honda RBPTH001      | P     |
| 14          | Fernando Alonso  | Aston Martin Aramco Cognizant F1 Team | Aston Martin AMR23                | Mercedes-AMG F1 M14 | P     |
| 16          | Charles Leclerc  | Scuderia Ferrari                      | Ferrari SF-23                     | Ferrari 066/10      | P     |
| 18          | Lance Stroll     | Aston Martin Aramco Cognizant F1 Team | Aston Martin AMR23                | Mercedes-AMG F1 M14 | P     |
| 20          | Kevin Magnussen  | MoneyGram Haas F1 Team                | Haas VF-23                        | Ferrari 066/10      | P     |
| 22          | Yūki Tsunoda     | Scuderia AlphaTauri                   | AlphaTauri AT04                   | Honda RBPTH001      | P     |
| 23          | Alexander Albon  | Williams Racing                       | Williams FW45                     | Mercedes-AMG F1 M14 | P     |
| 24          | Zhou Guanyu      | Alfa Romeo F1 Team Stake              | Alfa Romeo C43                    | Ferrari 066/10      | P     |
| 27          | Nico Hülkenberg  | MoneyGram Haas F1 Team                | Haas VF-23                        | Ferrari 066/10      | P     |
| 29          | Pato O’Ward      | McLaren F1 Team                       | McLaren MCL60                     | Mercedes-AMG F1 M14 | P     |
| 31          | Esteban Ocon     | BWT Alpine F1 Team                    | Alpine A523                       | Renault E-Tech RE23 | P     |
| 34          | Felipe Drugovich | Aston Martin Aramco Cognizant F1 Team | Aston Martin AMR23                | Mercedes-AMG F1 M14 | P     |
| 36          | Jake Dennis      | Oracle Red Bull Racing                | Red Bull RB19                     | Honda RBPTH001      | P     |
| 37          | Isack Hadjar     | Oracle Red Bull Racing                | Red Bull RB19                     | Honda RBPTH001      | P     |
| 39          | Robert Szwarcman | Scuderia Ferrari                      | Ferrari SF-23                     | Ferrari 066/10      | P     |
| 42          | Frederik Vesti   | Mercedes-AMG PETRONAS F1 Team         | Mercedes-AMG F1 W14 E Performance | Mercedes-AMG F1 M14 | P     |
| 44          | Lewis Hamilton   | Mercedes-AMG PETRONAS F1 Team         | Mercedes-AMG F1 W14 E Performance | Mercedes-AMG F1 M14 | P     |
| 45          | Zak O’Sullivan   | Williams Racing                       | Williams FW45                     | Mercedes-AMG F1 M14 | P     |
| 50          | Oliver Bearman   | MoneyGram Haas F1 Team                | Haas VF-23                        | Ferrari 066/10      | P     |
| 55          | Carlos Sainz Jr. | Scuderia Ferrari                      | Ferrari SF-23                     | Ferrari 066/10      | P     |
| 61          | Jack Doohan      | BWT Alpine F1 Team                    | Alpine A523                       | Renault E-Tech RE23 | P     |
| 63          | George Russell   | Mercedes-AMG PETRONAS F1 Team         | Mercedes-AMG F1 W14 E Performance | Mercedes-AMG F1 M14 | P     |
| 77          | Valtteri Bottas  | Alfa Romeo F1 Team Stake              | Alfa Romeo C43                    | Ferrari 066/10      | P     |
| 81          | Oscar Piastri    | McLaren F1 Team                       | McLaren MCL60                     | Mercedes-AMG F1 M14 | P     |
| 98          | Théo Pourchaire  | Alfa Romeo F1 Team Stake              | Alfa Romeo C43                    | Ferrari 066/10      | P     |
| Źródło: FIA |                  |                                       |                                   |                     |       |

## Wyniki

### Najlepsze czasy sesji treningowych
| Sesja       | Nr | Kierowca        | Konstruktor | Czas     | Okr. |
| ----------- | -- | --------------- | ----------- | -------- | ---- |
| 1           | 63 | George Russell  | Mercedes    | 1:26,072 | 26   |
| 2           | 16 | Charles Leclerc | Ferrari     | 1:24,809 | 16   |
| 3           | 63 | George Russell  | Mercedes    | 1:24,418 | 14   |
| Źródło: FIA |    |                 |             |          |      |

### Kwalifikacje
| P                    | Nr | Kierowca         | Konstruktor                  | Czasy w kwalifikacjach | Czasy w kwalifikacjach | Czasy w kwalifikacjach | Poz. s. |
| P                    | Nr | Kierowca         | Konstruktor                  | Q1                     | Q2                     | Q3                     | Poz. s. |
| -------------------- | -- | ---------------- | ---------------------------- | ---------------------- | ---------------------- | ---------------------- | ------- |
| 1                    | 1  | Max Verstappen   | Red Bull Racing-Honda RBPT   | 1:24,160               | 1:23,740               | 1:23,445               | 1       |
| 2                    | 16 | Charles Leclerc  | Ferrari                      | 1:24,459               | 1:23,969               | 1:23,584               | 2       |
| 3                    | 81 | Oscar Piastri    | McLaren-Mercedes             | 1:24,487               | 1:24,278               | 1:23,782               | 3       |
| 4                    | 63 | George Russell   | Mercedes                     | 1:24,337               | 1:24,013               | 1:23,788               | 4       |
| 5                    | 4  | Lando Norris     | McLaren-Mercedes             | 1:24,368               | 1:23,920               | 1:23,816               | 5       |
| 6                    | 22 | Yūki Tsunoda     | AlphaTauri-Honda RBPT        | 1:24,286               | 1:24,207               | 1:23,969               | 6       |
| 7                    | 14 | Fernando Alonso  | Aston Martin Aramco-Mercedes | 1:24,501               | 1:24,131               | 1:24,084               | 7       |
| 8                    | 27 | Nico Hülkenberg  | Haas-Ferrari                 | 1:24,425               | 1:24,213               | 1:24,108               | 8       |
| 9                    | 11 | Sergio Pérez     | Red Bull Racing-Honda RBPT   | 1:24,209               | 1:24,116               | 1:24,171               | 9       |
| 10                   | 10 | Pierre Gasly     | Alpine-Renault               | 1:24,600               | 1:24,078               | 1:24,548               | 10      |
| 11                   | 44 | Lewis Hamilton   | Mercedes                     | 1:24,437               | 1:24,359               |                        | 11      |
| 12                   | 31 | Esteban Ocon     | Alpine-Renault               | 1:24,565               | 1:24,391               |                        | 12      |
| 13                   | 18 | Lance Stroll     | Aston Martin Aramco-Mercedes | 1:24,405               | 1:24,422               |                        | 13      |
| 14                   | 23 | Alexander Albon  | Williams-Mercedes            | 1:24,298               | 1:24,439               |                        | 14      |
| 15                   | 3  | Daniel Ricciardo | AlphaTauri-Honda RBPT        | 1:24,461               | 1:24,442               |                        | 15      |
| 16                   | 55 | Carlos Sainz Jr. | Ferrari                      | 1:24,738               |                        |                        | 16      |
| 17                   | 20 | Kevin Magnussen  | Haas-Ferrari                 | 1:24,764               |                        |                        | 17      |
| 18                   | 77 | Valtteri Bottas  | Alfa Romeo-Ferrari           | 1:24,788               |                        |                        | 18      |
| 19                   | 24 | Zhou Guanyu      | Alfa Romeo-Ferrari           | 1:25,159               |                        |                        | 19      |
| 107% czasu: 1:30,051 |    |                  |                              |                        |                        |                        |         |
| NS                   | 2  | Logan Sargeant   | Williams-Mercedes            | –                      |                        |                        | 20      |
| Źródło: FIA          |    |                  |                              |                        |                        |                        |         |

### Wyścig
| P           | Nr | Kierowca         | Konstruktor                  | Okr. | Czas         | Start | +/−       | Punkty |
| ----------- | -- | ---------------- | ---------------------------- | ---- | ------------ | ----- | --------- | ------ |
| 1           | 1  | Max Verstappen   | Red Bull Racing-Honda RBPT   | 58   | 1:27:02,624  | 1     | Bez zmian | 25+1   |
| 2           | 16 | Charles Leclerc  | Ferrari                      | 58   | +17,993      | 2     | Bez zmian | 18     |
| 3           | 63 | George Russell   | Mercedes                     | 58   | +20,328      | 4     | 1         | 15     |
| 4           | 11 | Sergio Pérez     | Red Bull Racing-Honda RBPT   | 58   | +21,453      | 9     | 5         | 12     |
| 5           | 4  | Lando Norris     | McLaren-Mercedes             | 58   | +24,284      | 5     | Bez zmian | 10     |
| 6           | 81 | Oscar Piastri    | McLaren-Mercedes             | 58   | +31,487      | 3     | 3         | 8      |
| 7           | 14 | Fernando Alonso  | Aston Martin Aramco-Mercedes | 58   | +39,512      | 7     | Bez zmian | 6      |
| 8           | 22 | Yūki Tsunoda     | AlphaTauri-Honda RBPT        | 58   | +43,088      | 6     | 2         | 4      |
| 9           | 44 | Lewis Hamilton   | Mercedes                     | 58   | +44,424      | 11    | 2         | 2      |
| 10          | 18 | Lance Stroll     | Aston Martin Aramco-Mercedes | 58   | +55,632      | 13    | 3         | 1      |
| 11          | 3  | Daniel Ricciardo | AlphaTauri-Honda RBPT        | 58   | +56,229      | 15    | 4         |        |
| 12          | 31 | Esteban Ocon     | Alpine-Renault               | 58   | +1:06,373    | 12    | Bez zmian |        |
| 13          | 10 | Pierre Gasly     | Alpine-Renault               | 58   | +1:10,370    | 10    | 3         |        |
| 14          | 23 | Alexander Albon  | Williams-Mercedes            | 58   | +1:13,184    | 14    | Bez zmian |        |
| 15          | 27 | Nico Hülkenberg  | Haas-Ferrari                 | 58   | +1:23,696    | 8     | 7         |        |
| 16          | 2  | Logan Sargeant   | Williams-Mercedes            | 58   | +1:27,791    | 20    | 4         |        |
| 17          | 24 | Zhou Guanyu      | Alfa Romeo-Ferrari           | 58   | +1:29,422    | 19    | 2         |        |
| 18          | 55 | Carlos Sainz Jr. | Ferrari                      | 57   | NU (silnik)  | 16    | 2         |        |
| 19          | 77 | Valtteri Bottas  | Alfa Romeo-Ferrari           | 57   | +1 okrążenie | 18    | 1         |        |
| 20          | 20 | Kevin Magnussen  | Haas-Ferrari                 | 57   | +1 okrążenie | 17    | 3         |        |
| Źródło: FIA |    |                  |                              |      |              |       |           |        |

### Najszybsze okrążenie
| Nr          | Kierowca       | Konstruktor                | Czas     | Okr. |
| ----------- | -------------- | -------------------------- | -------- | ---- |
| 1           | Max Verstappen | Red Bull Racing-Honda RBPT | 1:26,993 | 45   |
| Źródło: FIA |                |                            |          |      |

### Prowadzenie w wyścigu
| Nr                              | Kierowca        | Konstruktor                | Okrążenia   | Suma |
| ------------------------------- | --------------- | -------------------------- | ----------- | ---- |
| 1                               | Max Verstappen  | Red Bull Racing-Honda RBPT | 1–16, 23–58 | 52   |
| 16                              | Charles Leclerc | Ferrari                    | 17          | 1    |
| 22                              | Yūki Tsunoda    | AlphaTauri-Honda RBPT      | 18–22       | 5    |
| \| Wykres \| \| ------ \| \| \| |                 |                            |             |      |
| Źródło: FIA                     |                 |                            |             |      |
| Wykres                          |                 |                            |             |      |
|                                 |                 |                            |             |      |

## Klasyfikacja po wyścigu

### Kierowcy
| P           | +/−       | Kierowca         | Zgł. | Punkty | P1 | P2 | P3 | PP | NO | NS | NU | NW | WYC | DK |
| ----------- | --------- | ---------------- | ---- | ------ | -- | -- | -- | -- | -- | -- | -- | -- | --- | -- |
| 1           | Bez zmian | Max Verstappen   | 22   | 575    | 19 | 2  | –  | 12 | 9  | –  | –  | –  | –   | –  |
| 2           | Bez zmian | Sergio Pérez     | 22   | 285    | 2  | 4  | 3  | 2  | 2  | 2  | 2  | –  | –   | –  |
| 3           | Bez zmian | Lewis Hamilton   | 22   | 234    | –  | 3  | 3  | 1  | 4  | 1  | 1  | –  | –   | 1  |
| 4           | 1         | Fernando Alonso  | 22   | 206    | –  | 3  | 5  | –  | 1  | 2  | 2  | –  | –   | –  |
| 5           | 2         | Charles Leclerc  | 22   | 206    | –  | 3  | 3  | 5  | –  | 4  | 3  | 1  | –   | 1  |
| 6           | Bez zmian | Lando Norris     | 22   | 205    | –  | 6  | 1  | –  | 1  | 1  | 1  | –  | –   | –  |
| 7           | 3         | Carlos Sainz Jr. | 22   | 200    | 1  | –  | 2  | 2  | –  | 2  | 2  | 1  | –   | –  |
| 8           | Bez zmian | George Russell   | 22   | 175    | –  | –  | 2  | –  | 1  | 3  | 4  | –  | –   | –  |
| 9           | Bez zmian | Oscar Piastri    | 22   | 97     | –  | 1  | 1  | –  | 2  | 3  | 3  | –  | –   | –  |
| 10          | Bez zmian | Lance Stroll     | 22   | 74     | –  | –  | –  | –  | –  | 3  | 4  | –  | 1   | –  |
| 11          | Bez zmian | Pierre Gasly     | 22   | 62     | –  | –  | 1  | –  | –  | 1  | 3  | –  | –   | –  |
| 12          | Bez zmian | Esteban Ocon     | 22   | 58     | –  | –  | 1  | –  | –  | 6  | 7  | –  | –   | –  |
| 13          | Bez zmian | Alexander Albon  | 22   | 27     | –  | –  | –  | –  | –  | 4  | 4  | –  | –   | –  |
| 14          | Bez zmian | Yūki Tsunoda     | 22   | 17     | –  | –  | –  | –  | 1  | 2  | 2  | 1  | –   | –  |
| 15          | Bez zmian | Valtteri Bottas  | 22   | 10     | –  | –  | –  | –  | –  | 3  | 3  | –  | –   | –  |
| 16          | Bez zmian | Nico Hülkenberg  | 22   | 9      | –  | –  | –  | –  | –  | 1  | 2  | –  | –   | –  |
| 17          | Bez zmian | Daniel Ricciardo | 7    | 6      | –  | –  | –  | –  | –  | –  | –  | –  | –   | –  |
| 18          | Bez zmian | Zhou Guanyu      | 22   | 6      | –  | –  | –  | –  | 1  | 3  | 3  | –  | –   | –  |
| 19          | Bez zmian | Kevin Magnussen  | 22   | 3      | –  | –  | –  | –  | –  | 3  | 5  | –  | –   | –  |
| 20          | Bez zmian | Liam Lawson      | 5    | 2      | –  | –  | –  | –  | –  | –  | –  | –  | –   | –  |
| 21          | Bez zmian | Logan Sargeant   | 22   | 1      | –  | –  | –  | –  | –  | 4  | 7  | –  | –   | –  |
| 22          | Bez zmian | Nyck de Vries    | 10   | 0      | –  | –  | –  | –  | –  | 1  | 2  | –  | –   | –  |
| Źródło: FIA |           |                  |      |        |    |    |    |    |    |    |    |    |     |    |

### Konstruktorzy
| P           | +/−       | Konstruktor                  | Zgł. | Punkty | P1 | P2 | P3 | PP | NO | NS | NU | NW | WYC | DK |
| ----------- | --------- | ---------------------------- | ---- | ------ | -- | -- | -- | -- | -- | -- | -- | -- | --- | -- |
| 1           | Bez zmian | Red Bull Racing-Honda RBPT   | 44   | 860    | 21 | 6  | 3  | 14 | 11 | 2  | 2  | –  | –   | –  |
| 2           | Bez zmian | Mercedes                     | 44   | 409    | –  | 3  | 5  | 1  | 5  | 4  | 5  | –  | –   | 1  |
| 3           | Bez zmian | Ferrari                      | 44   | 406    | 1  | 3  | 5  | 7  | –  | 6  | 5  | 2  | –   | 1  |
| 4           | Bez zmian | McLaren-Mercedes             | 44   | 302    | –  | 7  | 2  | –  | 3  | 4  | 4  | –  | –   | –  |
| 5           | Bez zmian | Aston Martin Aramco-Mercedes | 44   | 280    | –  | 3  | 5  | –  | 1  | 5  | 6  | –  | 1   | –  |
| 6           | Bez zmian | Alpine-Renault               | 44   | 120    | –  | –  | 2  | –  | –  | 7  | 10 | –  | –   | –  |
| 7           | Bez zmian | Williams-Mercedes            | 44   | 28     | –  | –  | –  | –  | –  | 8  | 11 | –  | –   | –  |
| 8           | Bez zmian | AlphaTauri-Honda RBPT        | 44   | 25     | –  | –  | –  | –  | 1  | 3  | 4  | 1  | –   | –  |
| 9           | Bez zmian | Alfa Romeo-Ferrari           | 44   | 16     | –  | –  | –  | –  | 1  | 6  | 6  | –  | –   | –  |
| 10          | Bez zmian | Haas-Ferrari                 | 44   | 12     | –  | –  | –  | –  | –  | 4  | 7  | –  | –   | –  |
| Źródło: FIA |           |                              |      |        |    |    |    |    |    |    |    |    |     |    |